# Babeurre
Pour les articles homonymes, voir Beurre (homonymie).

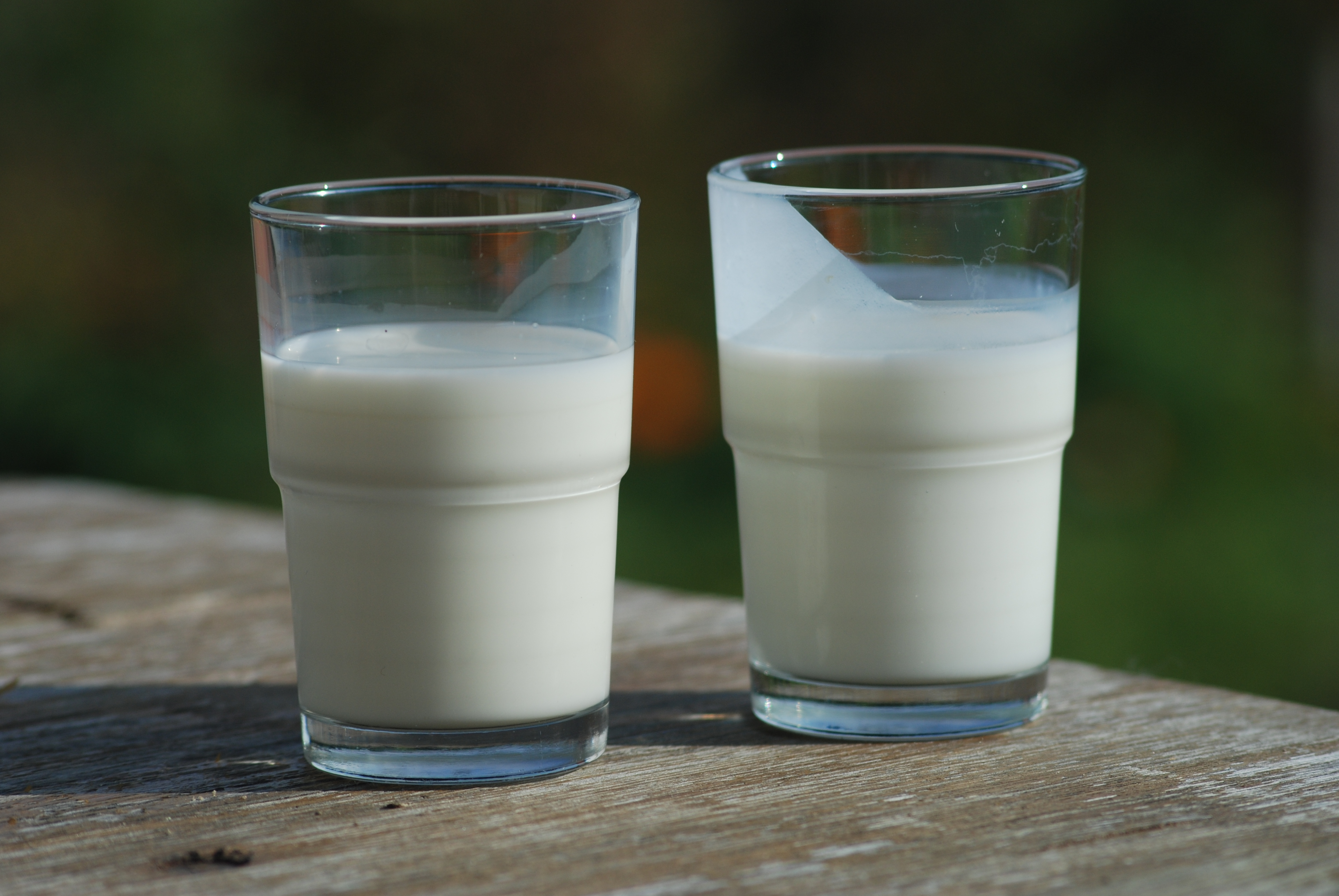
À gauche un simple verre de lait, à droite un verre de babeurre visuellement reconnaissable par le dépôt qu'il laisse sur la paroi.

Schéma d'une baratte et de son babeurre.

Le babeurre, ou lait de baratte, aussi appelé lait battu, lait de beurre ou lait à fermentation qualitative est un liquide blanc, au goût aigrelet, traditionnellement issu de crème fraîche ou fermentée après fabrication du beurre par barattage.
Le babeurre, stricto sensu, est le liquide qui reste après avoir baratté la crème pour la transformer en beurre. La matière grasse s'est épaissie et séparée de l'eau qui reste dans la crème. Cette matière grasse sera travaillée encore pour en extraire le plus d'eau possible afin d'obtenir le beurre solide.
On appelle lait ribot breton et leben arabe un lait fermenté, c'est une boisson lactée fabriquée directement à partir du lait frais fermenté naturellement ou par ajout de ferments. Il conserve une grande partie de la matière grasse du lait, et dans ce cas, en toute rigueur, on ne doit pas l'appeler babeurre, lait de beurre ou lait de barattage. Les usages actuels peuvent donc porter à confusion car, en fait, il s'agit bien d'un lait entier fermenté puis baratté pour le rendre liquide.
Lors de la fabrication du beurre, à l'issue du barattage, on retire avec un tamis les particules de beurre qui se sont formées et qui remontent à sa surface. On obtient donc du babeurre contenant encore de la matière grasse, d'une part, et du beurre, d'autre part.
Sont donc distincts le babeurre comme coproduit de la fabrication du beurre, et le babeurre comme boisson qui peut être faite à partir de babeurre fermenté mais aussi, par appellation abusive, d'autres sérums de lait.
Le babeurre est également distinct du petit lait ou lactosérum, qui résulte de la coagulation du lait en fabrication fromagère, bien que leurs compositions soient assez proches. Le deuxième est le composant du sérac frais ou desséché par la cuisson dans le Haut-Jura.  
Cet aliment digeste sert de boisson et intervient dans la préparation de divers mets, sur tous les continents. 
Le babeurre désigne aussi le pilon qui sert à battre le beurre dans la baratte.

## Étymologie, synonymie, équivalents
Babeurre, en tant que produit dérivé de la crème du lait, vient de l'adjectif dépréciatif « bas » et du mot « beurre » (il s'est écrit « bas-beurre »).
Le pilon de la baratte (actionné pour battre la crème et former le beurre), le « ribot », s'appelle aussi babeurre, ce terme babeurre vient de « battre » et de « beurre » ; ce mot s'est d'ailleurs écrit « bat-beurre ».
Le babeurre est également appelé  « lait ribot » ou « lait de beurre ». Le Dictionnaire des sciences naturelles affirme en effet, au XIXe siècle :
« Quand on a battu la crème pour en réunir les parties grasses qui forment le beurre, il s'en sépare une liqueur, composée presque entièrement du sérum du lait, connu sous le nom de petit-lait, et de quelques parties butireuses et caséeuses. »  Émile Littré reprend cette définition. Bien que l'expression « petit lait » soit synonyme, au XXIe siècle, du lactosérum (voir schéma ci-dessous), elle est parfois encore utilisée pour le babeurre.
D'autres appellations sont utilisées régionalement : « guinse » en ch'ti, « bouri » en wallon de Liège, « betteuze » dans les Vosges, « lait de beurre » en Bretagne (pour le lait baratté comme pour le lait fermenté), etc.
Les buttermilk anglais, Buttermilch allemand et botermelk néerlandais reprennent littéralement la notion de « lait de beurre ».

## Fabrication

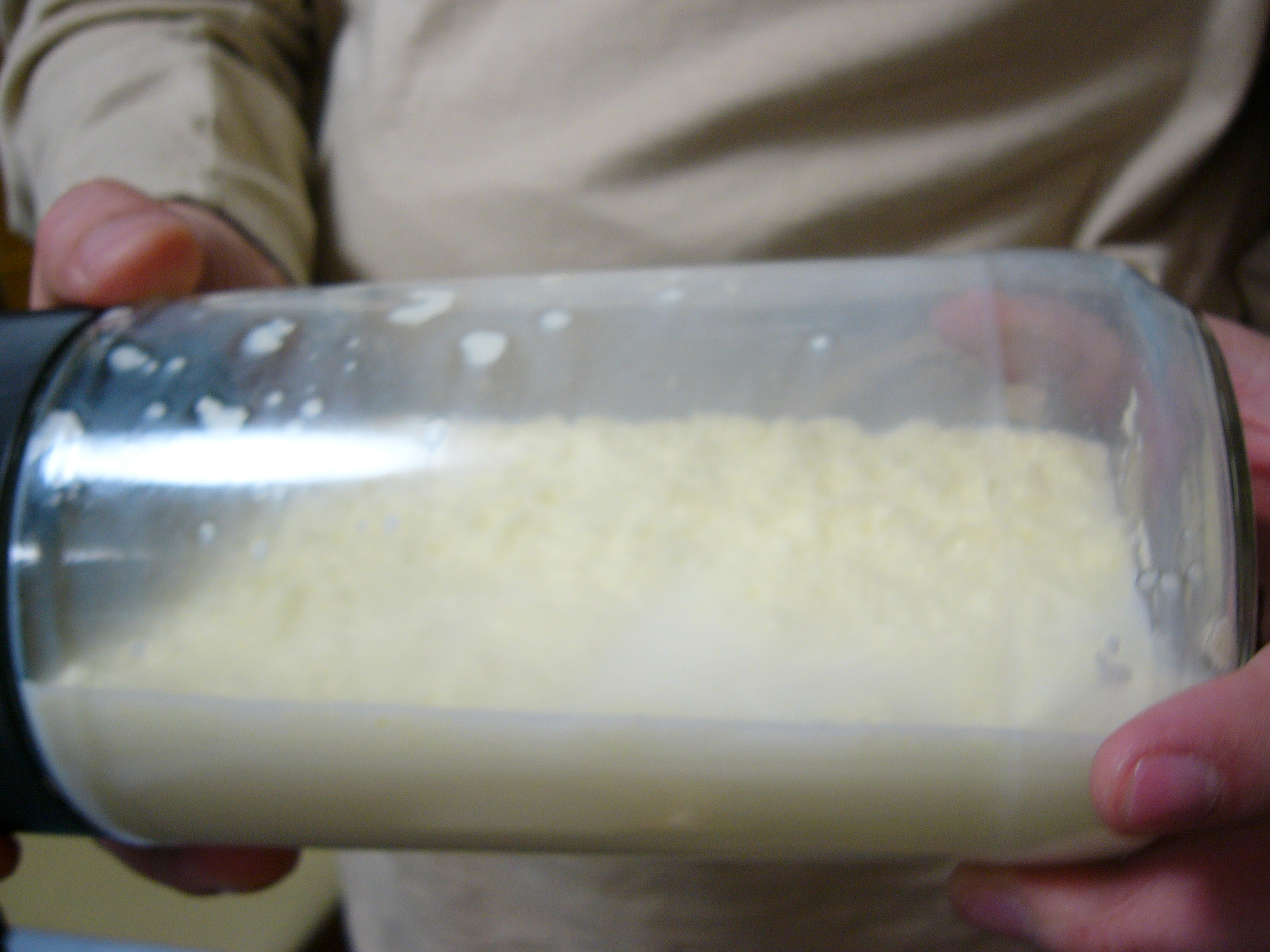
Barattage (de crème ou de yaourt) en l'agitant dans une bouteille : on aperçoit des agglomérats de beurre dans le babeurre.

Dans les pays occidentaux, le babeurre est obtenu traditionnellement après écrémage du lait, ce qui donne la crème et le lait écrémé ou petit-lait (cependant le terme de petit-lait est aussi parfois utilisé pour le lactosérum voire le babeurre), puis barattage de la crème qui donne beurre et babeurre (voir schéma). Cette opération déstabilise l'émulsion que constituait la crème, créant l'agglomérat des globules gras du lait, qui forme le beurre, et un liquide constitué du sérum de la crème et des débris de la membrane des globules. Ce babeurre conserve une concentration en lipides complexes de 1 600 mg/l.
La fabrication industrielle du beurre donne le même résultat. Le babeurre y est considéré comme un coproduit qui est généralement réincorporé  dans les aliments transformés et, parfois seulement, transformé en babeurre-boisson. Le babeurre peut par exemple être réincorporé dans les fromages et yaourts (suivant les législations locales). Exemple de composition de babeurre frais : - protéines : 24 g/l - lactose : 36,5 g/l - matières grasses : 37 g/l - minéraux : 5,6 g/l.
Comme le lait, le babeurre peut être transformé en poudre qui contient de 4 à 12 % de matière grasse dont un tiers de phospholipides et d'autres gras polaires. Au frais et au sec, cette poudre se conserve 6 mois.
Dans les années 1990, on crée aussi du babeurre en ajoutant une culture bactérienne à du lait. La qualification de babeurre « artificiel » a disparu au XXIe siècle ; les anglophones utilisent cependant la dénomination de cultured buttermilk pour différencier le babeurre obtenu par ensemencement du lait de celui produit par le procédé traditionnel du barattage.
En Afrique et en Asie, il est issu du yaourt. Il porte le nom de leben. Dans les pays où la température est élevée et où manquent les infrastructures de réfrigération, le lait est en effet souvent conservé acidifié ou caillé ; babeurre et beurre sont donc issus du lait acidifié et le babeurre coagulé peut y être transformé en fromage maigre et en lactosérum.
En Inde, on fabrique le beurre en fabriquant d'abord un yaourt entier de manière traditionnelle, en faisant bouillir du lait, qui une fois tiède est ensemencé avec les ferments adéquats, puis mis à refroidir pendant la nuit ; le lendemain, on ajoute de l'eau au yaourt (plus ou moins selon la température ambiante) et on le baratte pour en obtenir beurre et babeurre ; on garde une petite quantité de ce dernier pour l'ensemencement du lait qui deviendra yaourt et beurre le jour suivant.
En Iran, le babeurre (appelé dough (persan : دوغ)) fait partie de l'alimentation de base des populations nomades, tel que les bakhtiaris. Celui-ci est obtenu par barattage du yahourt dans une outre en peau de chèvre (appelé mashk (persan : مشک)), « meshk/meşk » en kurde. Un dispositif de trépied permet de suspendre le mashk au dessus du sol. Celui-ci est ensuite balancé par un mouvement ferme et régulier par une opératrice. Au bout d'une heure de traitement, le beurre séparé du babeurre, l'opératrice recueille les deux éléments séparément.

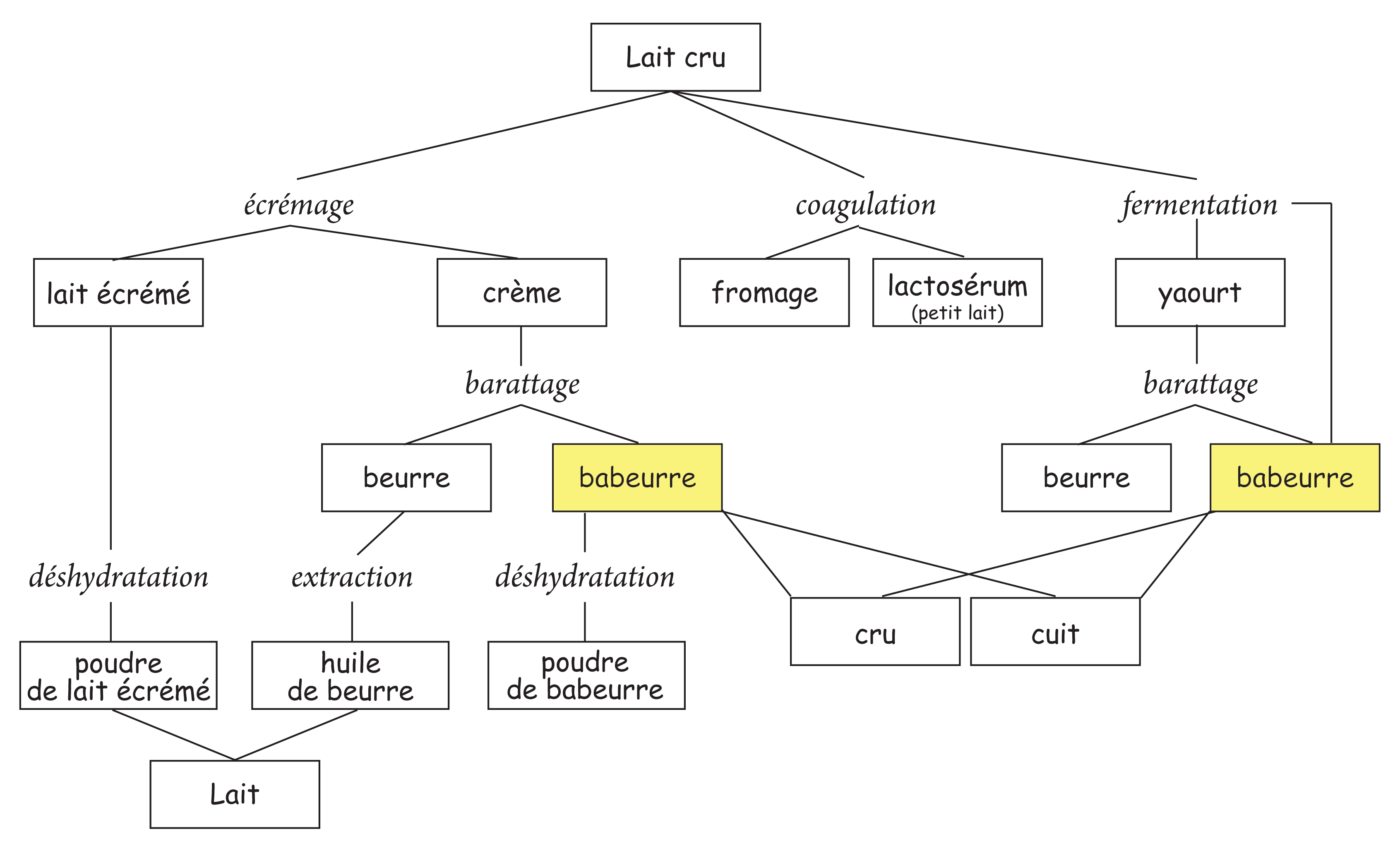
Dérivés du lait. Processus de fabrication traditionnelle du babeurre.

## Fermentation et composition
Le gout aigrelet du babeurre résulte principalement de la présence d'acide lactique naturellement produit par la fermentation du lactose, principal sucre du lait. Lorsque l'acide lactique est produit par les bactéries, le pH diminue et la caséine, principale protéine du lait, se coagule, rendant le liquide plus épais que le lait frais. C'est cette acidité qui restreint les possibilités de développement des micro-organismes potentiellement nuisibles et donne une bonne durée de vie au produit.
Le babeurre est plus faible en matières grasses et calories que le lait ordinaire. Il est riche en potassium, en vitamine B12 et en calcium que le corps absorbe aisément car le babeurre se digère plus facilement que le lait.
La poudre de babeurre comporte (en g/100 g) :
- Eau : 2,8-3,8 ;
- Lipides : 3-6 ;
- Protéines : 33-36 ;
- Glucides : 47-49 ;
- Cendres et sels minéraux : 7-8[15].

Il s'agit ici de babeurre doux, c'est-à-dire issu de crème non acidifiée. Dans le cas de babeurre acide, la quantité de glucides baisse aux environs de 36-39 alors que les autres composants (hormis l'eau) augmentent proportionnellement.
- Eau : 3,0 ;
- Lipides : 3-6 ;
- Protéines : 36-39 ;
- Glucides : 36-39 ;
- Cendres et sels minéraux : 7-9
- Acide lactique : 7,0

## Utilisation

### Utilisations traditionnelles
Le babeurre était souvent donné aux porcs mais il peut aussi être consommé tel quel ou dans certaines préparations selon les traditions culinaires locales.
Il peut être consommé cru ou cuit. En Bretagne, on le déguste avec des galettes qui y ont trempé ou avec des pommes de terre écrasées ou avec du pain grillé ou des craquelins trempés.

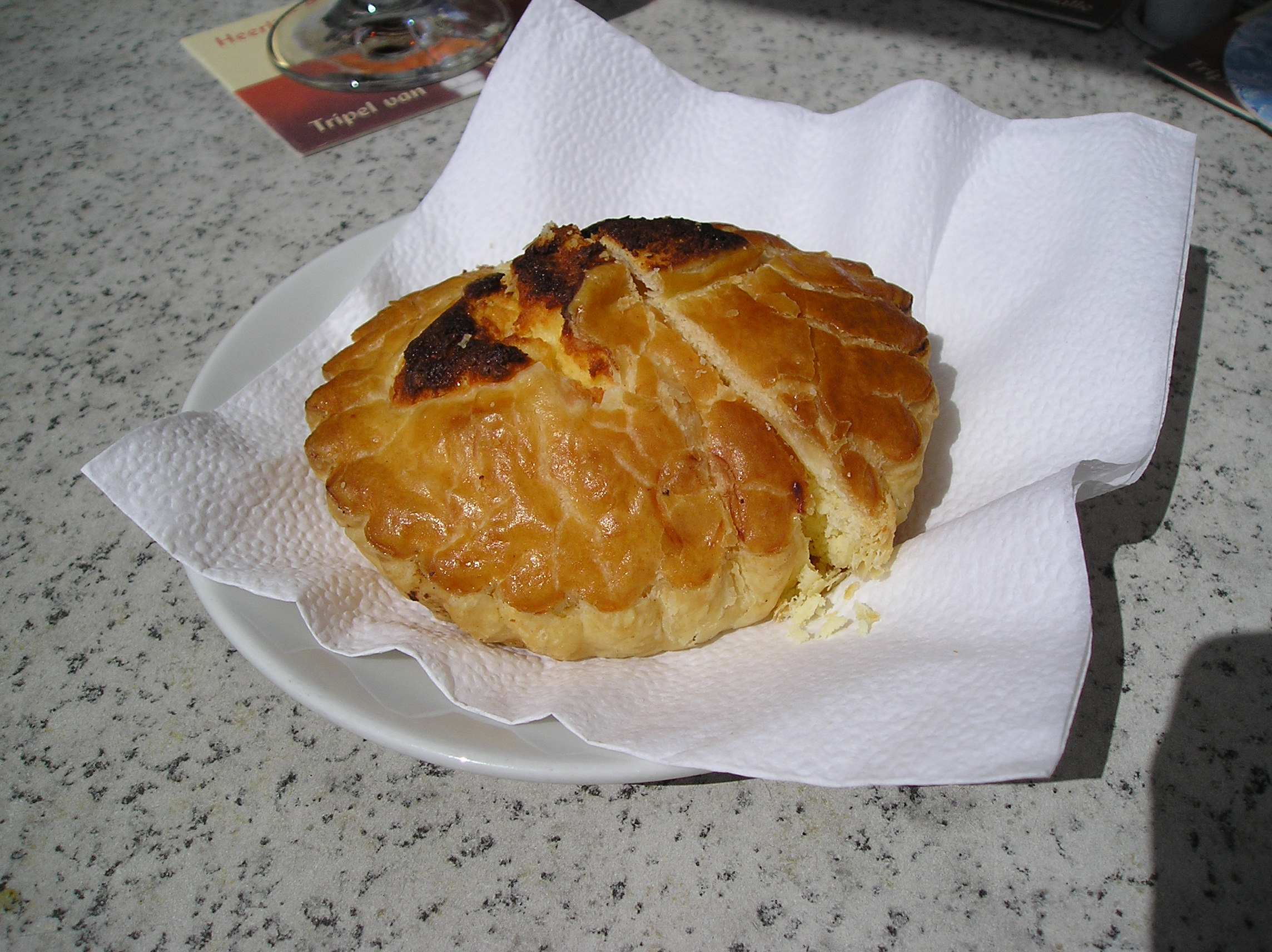
Tarte au maton de Grammont, spécialité de Grammont.

Cru, le babeurre se consomme comme boisson, soit nature (pour accompagner le kalakukko ou les crêpes de blé noir, par exemple), soit aromatisé (notamment avec de la grenadine, comme en Bretagne et en Belgique). Il entre aussi dans la préparation de divers mets (le bourriol auvergnat, la tarte au maton de Grammont, les gaufres de Binche, le boxty irlandais, la traditionnelle buttermilk pie du sud des États-Unis, les koldskål et les kammerjunker (biscuits danois), etc.). C'est un émulsifiant naturel utilisé en boulangerie, en pâtisserie et dans la confection de crème glacée. Il convient parfaitement pour préparer des sauces fraiches additionnées d'herbes aromatiques et de jus de citron. Les Wakhis l'utilisent comme liant pour les mets farineux.
Les Indiens et les Wakhis le filtrent parfois. Le filtrat est utilisé par les premiers « revenu avec des épices comme un légume, ou employé comme cosmétique sur le corps et les cheveux ». Les seconds ajoutent un peu d'eau à ce tchka pour pouvoir y tremper le pain, ou le laissent épaissir pour en former des boules qui, séchées, constituent le tchkakryt, qu'on ajoute à la nourriture ; ils se servent aussi du babeurre pour humecter les galettes de pain avant de les faire cuire contre les parois de l'âtre, ce qui leur donne un aspect blanc.
En Belgique, le babeurre peut être transformé en un fromage blanc maigre appelé maquée en Wallonie, platte kaas (fromage plat) en Flandre. En Flandre occidentale, le Toetjespap (dessert de patates) est un plat très ancien composé d'une purée de pomme de terre allongée de babeurre, il se déguste à la cuillère comme un potage très épais accompagné d'une viande et de son beurre de cuisson.
Le babeurre peut aussi être cuit, ce qui lui donne une consistance crémeuse ou pâteuse, selon le degré de cuisson. Crémeux et sucré à la cassonade, il constitue une recette traditionnelle populaire de Belgique et du nord de la France. Pâteux, il est formé par les Wakhis en boules qui sèchent sur les toits ou sur des pierres pour devenir du queryt.
Partout, le babeurre s'est révélé un aliment d'importance :
- En Europe, « l'usage du babeurre est très-ordinaire dans les lieux où l'on fait beaucoup de beurre ; en Hollande, par cette raison, il devient un aliment commun, et tellement estimé que les domestiques ne s'engagent que sous la condition qu'on leur en donnera une ou deux fois par semaine. On l'emploie quelquefois à faire du potage ; on le mange encore sous d'autres formes, en y ajoutant de la mêlasse et différents ingrédients »[3]. On en humecte aussi le son dont on nourrit les volailles de basse-cour et les bestiaux[17]. Le babeurre intervient comme culture dans la fabrication de la feta, du queso blanco, du fromage de brebis ; il peut intervenir comme produit d'inoculation pour la coagulation à l'acide utilisé pour la fabrication du fromage frais[18]. On en fabrique le gaperon en Auvergne, le sarasson, fromage lissé cité par Olivier de Serres en 1600, dans le Forez et le Vivarais[19], et le ramequin en Bugey.
- En Inde, la fabrication du beurre est fondamentale tant sur le plan économique que rituel, et le babeurre fabriqué à la maison est distribué et bu dans la matinée, ou emporté aux champs non filtré. Le babeurre y présente donc une importance alimentaire mais aussi sociale par son renouvellement quotidien et sa distribution ; il y constitue parfois une rémunération en nature pour les « intouchables »[13].
- Au Maghreb, il est traditionnellement servi frais en accompagnement avec du couscous ou d'autres plats traditionnels. Il est appelé Lben (en arabe dialectal maghrébin اللْبَن), L'Memkhod (Mkhid المخيض) selon les régions. Le Rayeb (الرايب) est du lait entier fermenté. Baratté après 18 h de fermentation, il est utilisé pour produire du beurre (smen) et du lben, son goût est beaucoup plus fort que celui des babeurres européens, moins fermentés.

### Utilisations industrielles
Voir Lactosérum#Utilisations industrielles
Comme le lactosérum, le babeurre déshydraté est considéré comme une matière première des industries alimentaires et des industries de l'alimentation du bétail.
Il entre dans la composition de nombreux produits élaborés en boulangerie, pâtisserie, fromagerie, charcuterie. 
À la différence des utilisations traditionnelles, ces produits sont généralement peu ou pas fermentés et peuvent contribuer à l'augmentation de la quantité globale de lactose dans l'alimentation moderne (Intolérance au lactose).
Sa valorisation par les industries est l'objet de recherche en ce qui concerne l'utilisation (éventuellement après extraction du lactose) tant des protéines que des lipides.